# Corvera de Asturias
Corvera de Asturias ist ein concejo (dt. Rat, entspricht einer Gemeinde, s. Municipio) der spanischen Autonomen Region Asturien. Corvera grenzt im Norden an Avilés und Gozón, im Osten an Carreño und Gijón, im Süden an Llanera und Illas und im Westen an Castrillón.
In der Gemeinde, die wie fast ganz Asturien landschaftlich durch Berge und Wälder geprägt ist, gibt es Natur-Erholungsgebiete, in denen Wassersport betrieben werden kann, zum Beispiel den Stausee von Tresona, sowie Wanderwege.
Die Temperatur in der Gemeinde ist im Winter angenehm und im Sommer gemäßigt, da sich die Corvera relativ nah am Meer befindet.

## Sehenswürdigkeiten
- Kirche Santa María in Solís
- Palast der Familie Rodríguez de León

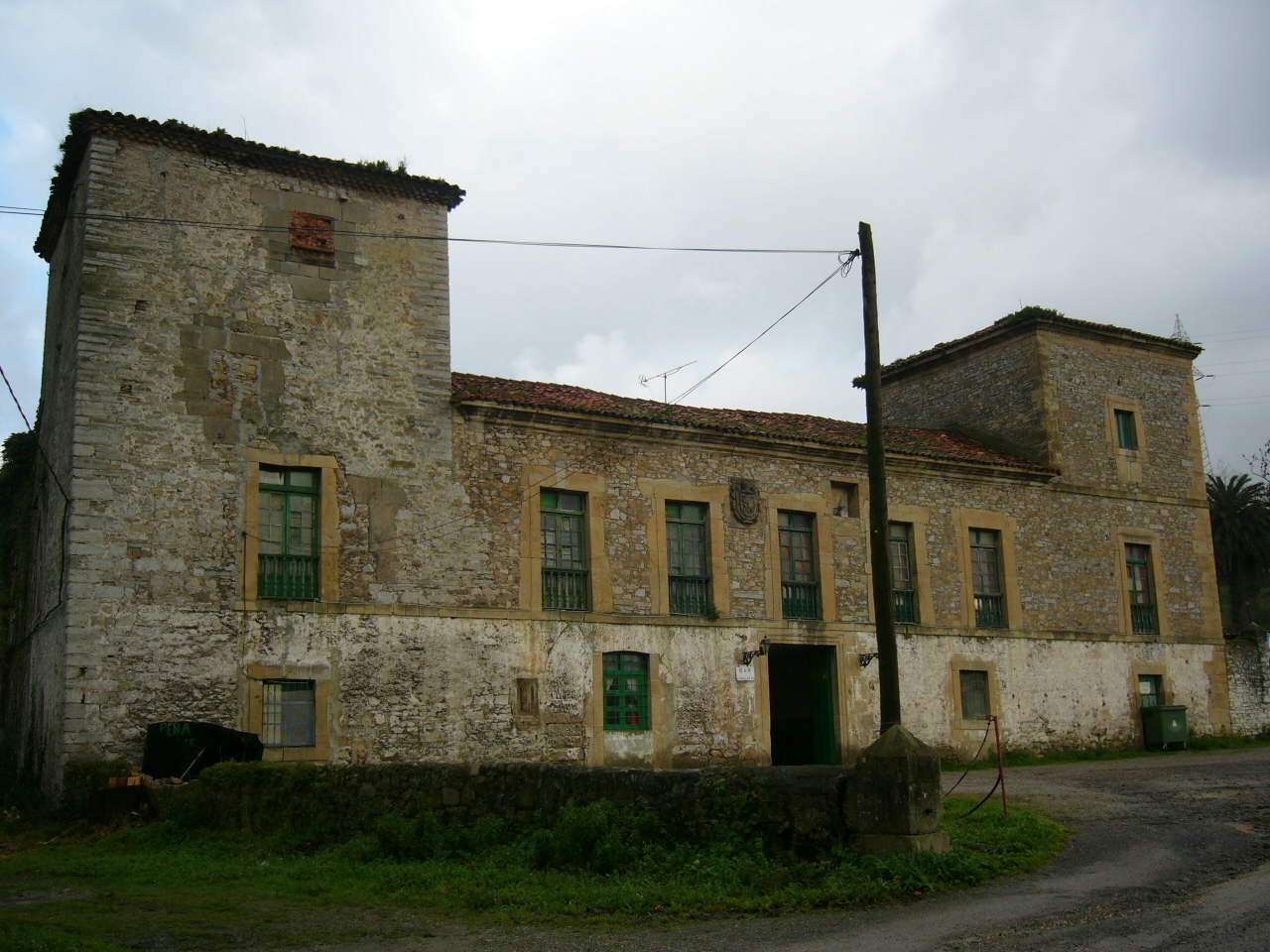
Palast der Familie Rodríguez de León

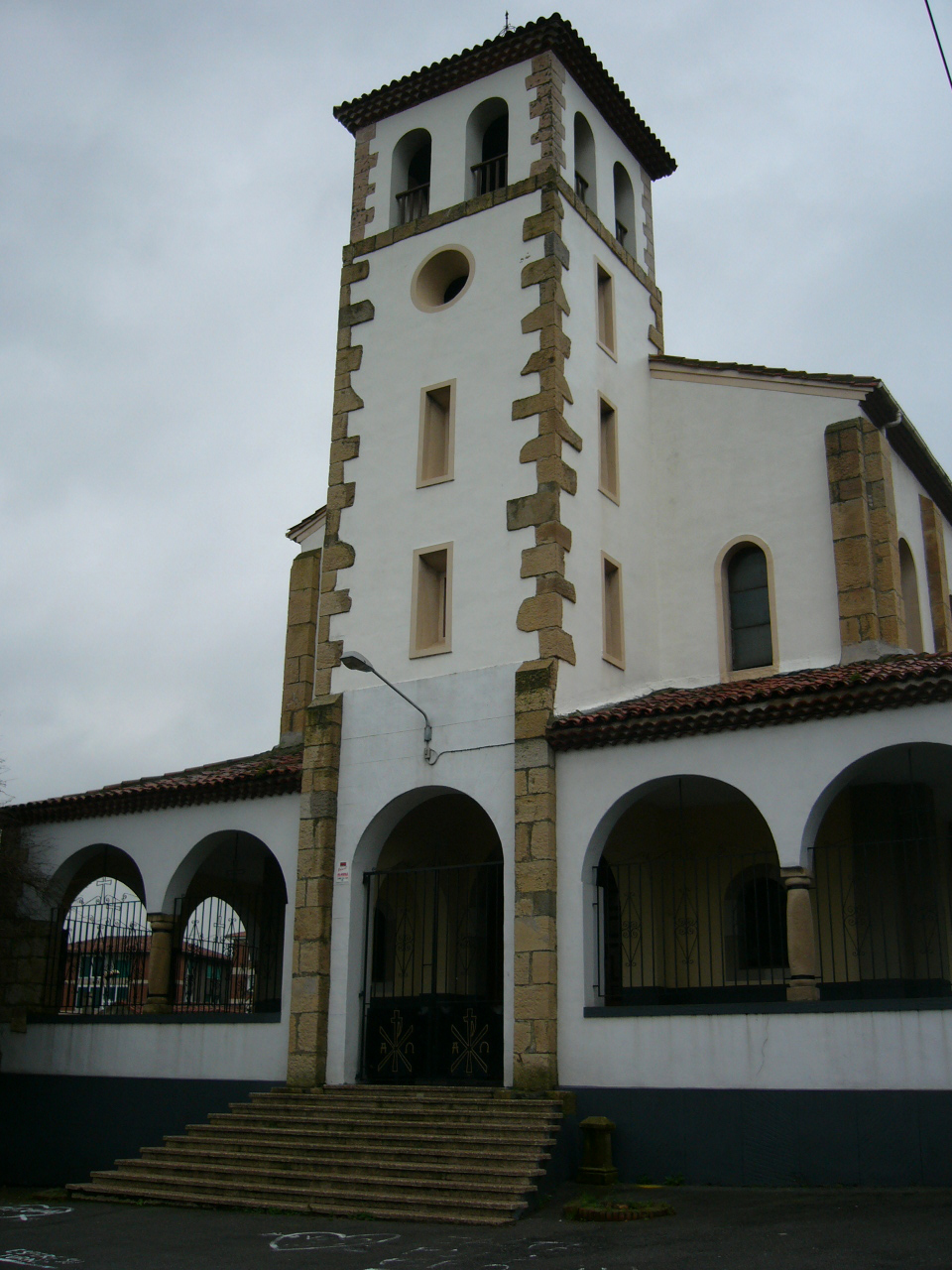
Kirche San Vicente de Trasona

- La casa de Blanco (Das weiße Haus) aus dem 18. Jahrhundert
- Das alte Rathaus in Nubledo

## Politik
Die in Corvera regierende Unión Social Progresista de Corvera (dt. Sozial-Fortschrittliche Union von Corvera) ist eine Lokalpartei, die der ursprünglich dem PSOE angehörende heutige Bürgermeister Moro zur Kommunalwahl 2003 gründete. Sie stellt nach den Kommunalwahlen von 2003 den Bürgermeister und sechs der weiteren 16 Gemeinderatsmitglieder und regiert gemeinsam mit dem Partido Popular (3 Sitze). Zuvor war Corvera seit den ersten nachfranquistischen Wahlen 1979 vom PSOE regiert worden, der aber nach internen Querelen, Abspaltung Moros und unglücklichem Wahlkampf nur noch 3 Sitze erhielt. Partido Popular hatte zuvor nie an der Gemeinderegierung mitgewirkt.
| Historische Entwicklung der Sitzverteilung im Gemeinderat von Corvera |      |      |      |      |      |      |      |      |      |      |
| Partei                                                                | 1979 | 1983 | 1987 | 1991 | 1995 | 1999 | 2003 | 2007 | 2011 | 2015 |
| PSOE                                                                  | 7    | 12   | 9    | 8    | 8    | 8    | 3    | 5    | 6    | 10   |
| USPC                                                                  |      |      |      |      |      |      | 7    | 7    | 4    | 1    |
| PCE / IU-BA / IU-Los Verdes                                           | 4    | 2    | 2    | 2    | 3    | 3    | 3    | 2    | 3    | 2    |
| FAC                                                                   |      |      |      |      |      |      |      |      | 3    | 1    |
| AP / PP                                                               |      | 3    | 2    | 2    | 4    | 4    | 3    | 3    | 1    | 1    |
| URAS / URAS-PAS                                                       |      |      |      |      |      | 2    | 1    |      |      |      |
| UCD / CDS                                                             | 6    |      | 4    | 1    |      |      |      |      |      |      |
| CIAINCO                                                               |      |      |      | 4    | 2    |      |      |      |      |      |
| SOMOS CORVERA                                                         |      |      |      |      |      |      |      |      |      | 2    |
| Total                                                                 | 17   | 17   | 17   | 17   | 17   | 17   | 17   | 17   | 17   | 17   |

## Wirtschaft
| Wirtschaftszweig                                                                                               | Beschäftigte | Anteil   |
| Ackerbau, Viehzucht und Fischerei                                                                              | 82           | 1,39 %   |
| Industrie | 2.769        | 47,04 %  |
| Bauwirtschaft                                                                                                  | 341          | 5,79 %   |
| Dienstleistungsbetriebe                                                                                        | 2.695        | 45,78 %  |
| TOTAL | 5.887        | 100,00 % |
| * Daten aus dem Statistischen Amt für Wirtschaftliche Entwicklung in Asturien, Stand 2009 (PDF; 109 kB), SADEI |              |          |

Die Gemeinde erfuhr ein großes Bevölkerungswachstum, als dort das Stahlwerk der staatlichen Ensidesa errichtet wurde (das nach Fusion mit anderen Unternehmen zunächst zu Aceralia gehörte, das 2001 mit zwei anderen Unternehmensgruppen zu Arcelor fusionierte). Zudem befinden sich dort chemische Fabriken von DuPont und vom spanischen Düngemittelhersteller Fertiberia.

## Bevölkerungsentwicklung
|                                                    |
| Quelle: INE - grafische Aufarbeitung für Wikipedia |

## Parroquias
|  | 1. Tresona 2. Las Vegas 3. Los Campos 4. Villa 5. Molleda 6. Cancienes 7. Solís |

## Feste und Feiern
- Runde um den Stausee von Trasona, 1. Mai.
- La Hoguera de San Juan in Trasona, 23. und 24. Junio
- Volksfest in Corvera, 9.–11. September.

## Städtepartnerschaften
- Praia (Kap Verde)
- Sal (Kap Verde)
- Arroyo Naranjo (Kuba)
- Maldonado (Uruguay)